# Sulejman Čelebi
Sulejman Čelebi (turško Süleyman Çelebi) je bil osmanski princ (turško şehzade) in med osmanskim medvladjem nekaj let sovladar Osmanskega cesarstva, * 1377, † 17. februar 1411.

## Ozadje
Sulejman Čelebi je bil sin sultana Bajazida I. Materino ime ni znano. Boril se je  proti križarjem v bitki pri Nikopolju (1396) in Timur Lenku v bitki pri Ankari (1402). V slednji je bil poveljnik levega krila osmanske vojske. Po porazu je z Bajazidovim velikim vezirjem Čandarli Ali Pašo pobegnil v evropski del Osmanskega cesarstva (Rumelija).

## Osmansko medvladje
Sulejman je z bizantinskim regentom Ivanom VII. Paleologom leta 1403 sklenil Galipolski sporazum, s katerim je Bizantinskemu cesarstvu odstopil nekaj ozemlja ob Marmarskem morju v zameno za bizantinsko podporo v osmanskem medvladju. V rumelski prestolnici Odrin (Edirne) se je razglasil za sultana, medtem ko je bil azijski del Osmanskea cesarstva (Anatolija) pod nadzorov njegovih bratov Ise Čelebija in Mehmeda Čelebija, kasnejšega sultana Mehmeda I.  Sulejman je podprl Muso v njegovi vojni proti Mehmedu. Musa je bil leta 1406 večkrat poražen. Sulejman je zaradi strahu pred Mehmedovo naraščajočo močjo odšel v Anatolijo, da bi ponovno združil cesarstvo, in zasedel anatolsko prestolnico Burso. Pred spopadom z bratom je krenil v Egejsko regijo, da bi ustrahoval majhni turkmenski kneževini (beylik) Ajdina in Menteše, ki sta bila nekoč pod suverenostjo Bajazida I., vendar sta se po katastrofalnem osmanskem porazu pri Ankari osamosvojila. Za njima je osvojil Ankaro, potem pa se je ustavil.
Po osvojitvi Ankare se je vrnil v Burso in dal Mehmedu nekaj predaha. Mehmed se je povezal  bratom Muso, čeprav je bil tudi on kandidat za osmanskega sultana. Muso je preko Vlaške (zdaj Romunija) poslal v Rumelijo. Sulejman se je moral zdaj vojskovati na dveh frontah. Svojo pozornost je usmeril proti Musi in Anatolijo prepustil bratu Mehmedu. Musa je imel podporo Vlaške in Srbije, Sulejman pa podporo Bizantincev. Srbi so kasneje prestopili na Sulejmanovo stran in mu v bitki pri  Kosmidionu 15. junija 1410  pomagali poraziti Muso.
Sulejman je po zmagi na veliko zgražanje svojih podpornikov začel živeti samopašno in zlasti po smrti svojega sposobnega vezirja Čandarlı Ali-paše postal ravnodušen do državnih zadev in izgubil svoje podpornike. Ob Musovem pohodu na Odrin leta 1411, ni imel na svoji strani skoraj nikogar. Poskusil je pobegniti na bizantinsko ozemlje, vendar so ga nn begu 17. februarja 1411 umorili.

## Posledice
Po Sulejmanovi smrti je v Rumeliji zavladal Musa. Njegovo zavezništvo z bratom Mehmedom je kmalu razpadlo. Boji med njima so se nadaljevali do Musovega poraza in smrti 5. julij 1413. v Osmanskem cesarstvu je zavladal Mehmed kot sultan Mehmed I.

## Družina
Sulejman je imel dve ženi. Fülane Hatun (1403) je bila hčerka Hilarija Dorie in njegove žene Zampije Paleologine, nezakonske hčerke cesarja Manuela II. Paleologa. 
Despina Hatun (1404) je bila hčerka morejskaga despota Teodorja I. Paleologa in njegove neimenovane ljubice.
Sulejman je imel tri otroke:
- princa Orhana Čelebija (umrl 1429)
- princa Mehmedšaha (umrl 30. decembra 1421)
- hčerko Pašamelek Hatun, poročeno s Sandžak Begom

## Vir
- Zachariadou, Elizabeth A. "Süleyman çelebi in Rumili and the Ottoman chronicles." Der Islam 60.2 (1983): 268-296.